# متوسط دوره وصول مطالبات
متوسط دوره وصول مطالبات، (به انگلیسی: Receivable Turnover Ratio) برابر متوسط زمانی است که طول می‌کشد تا وجه حاصل از فروش کالا/خدمات دریافت شود. برای محاسبه متوسط دوره وصول مطالبات نسبت گردش حساب‌های دریافتنی به عدد دوره ( که میتواند شامل روز ماه سال و... باشد ) دست می‌آید.
همچنین نسبت گردش حسابهای دریافتنی از روش فروش خالص به متوسط حسابهای دریافتنی همان دوره به دست می آید .